# Barnaba Adorno
Barnaba Adorno (Génova, 1385 - Génova, 1459) foi o 30.º Doge da República de Génova.

## Biografia
Nascido em Génova por volta de 1385, era neto dos ex-Doges Giorgio Adorno e Antoniotto Adorno, este último eleito para o cargo de Doge quatro vezes. Envolvido no tráfico comercial nas colónias do leste genovês, especialmente em Chios, ele participou com outros membros da sua família em operações militares contra o domínio da família Visconti nos territórios da República de Génova.
Após a renúncia do seu primo Raffaele Adorno, Barnaba Adorno assumiu como o novo Doge de Génova, o trigésimo na história republicana. Este mandato, no entanto, não durou nem um mês e a 30 de janeiro teve que fugir da capital genovesa.